# 穆斯科吉国
穆斯科吉国（英語：State of Muskogee）是一个于1799年在佛罗里达半岛宣布独立的主权国家，由威廉·奥古斯都·鲍尔斯领导。鲍尔斯是美国独立战争时期的效忠派老兵，曾长期生活在穆斯科吉人（克里克人）中间。他设想将美国东南部的原住民统一为一个国家，以抵抗美国的扩张。鲍尔斯得到米科苏基人（塞米诺尔人的一支）以及数个穆斯科吉部落的支持。他设想的国家最终将包括切罗基人、穆斯科吉人、乔克托人和奇克索人，涵盖今佐治亚州和亚拉巴马州的部分地区。